# Октябрино (Могилёвская область)
Октя́брино (бел. Акцябры́н) — деревня в составе Ланьковского сельсовета Белыничского района Могилёвской области Республики Беларусь.

## Население
- 2010 год — 4 человека